# Regiony Iranu
Regiony Iranu – jednostki podziału administracyjnego Iranu wprowadzone w 2014 roku jako jednostki najwyższego rzędu, podzielone na ostany.
Podział 31 prowincji Iranu na regiony wprowadzony został przez tamtejsze ministerstwo ds. wewnętrznych 22 czerwca 2014 roku. Przy wyznaczaniu regionów wzięto pod uwagę sąsiedztwo, położenie geograficzne oraz podobieństwa pomiędzy ostanami. Według wiceministra ds. zasobów ludzkich Dżawada Naserijana celami podziału było stworzenie synergii, przekazywanie doświadczeń, wymiana informacji i rozwój regionalny. Dzięki temu podziałowi wprowadzony został także pośredni poziom na którym ostany mogą dyskutować o swoich problemach, zamiast zwracać się z nimi bezpośrednio do Teheranu.
|        |          |             |                                                                                          |            |                    |  |  |
| Region | Region   | Stolica     | Ostany                                                                                   | Ludność    | Powierzchnia (km²) |  |  |
|        | Region 1 | Teheran     | Alborz Golestan Mazandaran Kazwin Kom Semnan Teheran                                     | 23 343 033 | 187 607,2          |  |  |
|        | Region 2 | Isfahan     | Buszehr Czahar Mahal wa Bachtijari Fars Hormozgan Isfahan Kohgiluje wa Bujerahmad        | 12 973 089 | 354 897,9          |  |  |
|        | Region 3 | Tebriz      | Ardabil Azerbejdżan Wschodni Azerbejdżan Zachodni Gilan Kurdystan Zandżan                | 12 782 820 | 165 813,6          |  |  |
|        | Region 4 | Kermanszach | Chuzestan Hamadan Ilam Kermanszach Lorestan Markazi                                      | 11 739 552 | 185 985,6          |  |  |
|        | Region 5 | Meszhed     | Chorasan Południowy Chorasan Północny Chorasan-e Razawi Jazd Kerman Sistan i Beludżystan | 13 145 227 | 734 466,5          |  |  |